# گروه صنایع سنگین هیوندای
گروه صنایع سنگین هیوندای (انگلیسی: Hyundai Heavy Industries Group) شرکت هلدینگ صنایع سنگین کره‌ای است، که در سال ۲۰۱۷ توسط چانگ مونگ-جون تأسیس شد. این شرکت مالک شرکت‌های صنایع سنگین هیوندای، هیوندای مایپو داکیارد و هیوندای اویل‌بانک می‌باشد.
هیوندای جینیون یکی دیگر از شرکت‌های تابعۀ این گروه است که خود شامل هیوندای‌دوسان اینفراکور و هیوندای کانستراکشن اکوئیپمنت به‌عنوان شرکت‌های تابعه در حوزۀ تجهیزات سنگین و موتورسازی است.
در ژوئیه ۲۰۲۱، سهام مدیریتی ۳۰ درصدی Doosan Infracore که بخش تولید موتور و تجهیزات سنگین گروه دوسان است و شامل باب‌کت نیز می‌شود، توسط گروه صنایع سنگین هیوندای در ازای ۷۲۲٫۴۵ میلیون دلار خریداری شد و با بخش تولید تجهیزات سنگین هیوندای ادغام گردید که اکنون با نام Hyundai Genuine شناخته می‌شود.